# Rudolf Großkopff
Rudolf Großkopff (* 22. Juli 1935 in Münster; † 13. Juli 2023 in Berlin) war ein deutscher Journalist und Historiker.

## Leben
Rudolf Großkopff studierte Publizistik, Germanistik, Psychologie und Geschichte und wurde zum Dr. phil. promoviert. Er war Auslandskorrespondent, Sportredakteur, außenpolitischer Redakteur und Korrespondent in Frankfurt am Main, München und Bonn, dann Ressortleiter Politik und  stellvertretender Chefredakteur des Deutschen Allgemeinen Sonntagsblatts in Hamburg. Er wurde als Autor von Essays und mit Büchern über sozialpsychologische Themen und Biographien bekannt.
Großkopff war bis 2019 Honorarprofessor am Institut für Publizistik- und Kommunikationswissenschaft der FU Berlin und war Kunstbeauftragter des rbb sowie des NDR.
Großkopff war mit der Journalistin und Rundfunkintendantin Dagmar Reim verheiratet.

## Veröffentlichungen (Auswahl)
- Der Zorn des Kanzlers. Über Emotionen in der Politik. Dietz Nachf., Berlin 1994, ISBN 3801202135.
- Alfred Lichtwark. Ellert und Richter, Hamburg 2002, ISBN 978-3-8319-0076-3.
- Unsere 50er Jahre. Wie wir wurden, was wir sind. Piper, 2005; Taschenbuchausgabe 2007, ISBN 3492250033.
- Die Macht des Vertrauens: Herbert Wehner und Jürgen Kellermeier – die ungewöhnliche Beziehung zwischen einem Politiker und einem Journalisten. Ellert & Richter, 2011, ISBN 3831904375.
- Stille Winkel in Münster und Münsterland. Ellert & Richter, 2013, ISBN 3831904987.